# 9991 Anežka
A 9991 Anezka (ideiglenes jelöléssel 1997 TY7) egy kisbolygó a Naprendszerben. Zdeněk Moravec fedezte fel 1997. október 5-én.